# 何奕東
何奕东（1969年10月22日—），台灣男演員，曾用藝名顏淇，有「小秦楊」之稱，19歲進入演藝圈，從武行、替身、執行製作走向幕前，目前參與三立電視台多部戲劇演出。

## 電視劇
| 頻道       | 年份   | 劇名                                   | 飾演           |
| 三立台湾台 | 2001年 | 《台灣阿誠》                           | 高信志         |
| 三立台湾台 | 2002年 | 《桂花巷》                             | 伍仁           |
| 三立台湾台 | 2002年 | 《台湾霹雳火》                         | 何东           |
| 三立台湾台 | 2004年 | 《台湾龍捲風》                         | 张太吉         |
| 三立台湾台 | 2004年 | 戏说台湾《飛天龍銀》                   | 李大爺         |
| 三立台湾台 | 2005年 | 《金色摩天轮》                         | 刘天喜         |
| 三立台湾台 | 2006年 | 《天下第一味》                         | 李锦堂         |
| 三立台湾台 | 2007年 | 《我一定要成功》                       | 何向西         |
| 三立台湾台 | 2008年 | 《真情满天下》                         | 李正豪         |
| 三立台湾台 | 2009年 | 《天下父母心》                         | 陈企汉         |
| 三立台湾台 | 2011年 | 戏说台湾《白贼七觕丘罔舍》             | 赵斯文         |
| 三立台湾台 | 2011年 | 戏说台湾《济公十八嫁》                 | 何明义         |
| 三立台湾台 | 2011年 | 戏说台湾《金鲤奇缘》                   | 黄天财         |
| 三立台湾台 | 2011年 | 戏说台湾《下水泥鳅穴》                 | 林太平         |
| 三立台湾台 | 2012年 | 《雨夜花》                             | 廖小刀         |
| 三立台湾台 | 2012年 | 戏说台湾《欢喜新娘神》                 | 王志伟         |
| 三立台湾台 | 2012年 | 戏说台湾《八芝兰传奇》                 | 包海           |
| 三立台湾台 | 2012年 | 戏说台湾《金孔雀肖娶某》               | 阿晋           |
| 三立台湾台 | 2012年 | 戏说台湾《老二妈报恩》                 | 周传忠         |
| 三立台湾台 | 2012年 | 戏说台湾《茶郊妈祖》                   | 刘阿泰         |
| 三立台湾台 | 2012年 | 戏说台湾《斩树头奇谭》                 | 蔡世坤         |
| 三立台湾台 | 2013年 | 戏说台湾《青春不老翁》                 | 林育贤         |
| 三立台湾台 | 2013年 | 戏说台湾《凍霜王討富貴》               | 李老爺         |
| 三立台湾台 | 2013年 | 戏说台湾《月老斩桃花》                 | 蒋天养(许天养) |
| 三立台湾台 | 2013年 | 戏说台湾《福星土地公》                 | 郭三元         |
| 三立台湾台 | 2013年 | 戏说台湾《诸罗文财神》                 | 李聪明         |
| 三立台湾台 | 2013年 | 戏说台湾《包公判阴阳之怒铡薄情郎元》   | 白玉龙         |
| 三立台湾台 | 2014年 | 戏说台湾《雄牛鬥崁穴》                 | 林世堂         |
| 三立台湾台 | 2014年 | 戏说台湾《周成过台湾》                 | 林吉祥         |
| 三立台湾台 | 2014年 | 戏说台湾《金门鬼班长》                 | 廖然           |
| 三立台湾台 | 2014年 | 戏说台湾《人皮鼓仔灯》                 | 虎爷           |
| 三立台湾台 | 2014年 | 戏说台湾《喜树百年王爷》               | 蔡龙德         |
| 三立台湾台 | 2015年 | 戏说台湾《新营天鹅湖》                 | 张国泰         |
| 三立台湾台 | 2015年 | 戏说台湾《法主公掠童乩》               | 陆大顺         |
| 三立台湾台 | 2015年 | 戏说台湾《神农大帝報恩》               | 幻天道长       |
| 三立台湾台 | 2015年 | 戏说台湾《石猴大鬧礁溪》               | 赖东三         |
| 三立台湾台 | 2015年 | 戏说台湾《有应妈招子婿》               | 陈金發         |
| 三立台湾台 | 2016年 | 戏说台湾《葫芦堵送子观音》             | 陈火旺         |
| 三立台湾台 | 2016年 | 戏说台湾《小琉球拦轿申冤》             | 王添财         |
| 三立台湾台 | 2016年 | 戏说台湾《潜水妈渡不孝子》             | 蔡明辉         |
| 三立台湾台 | 2016年 | 戏说台湾《尊王公解姻缘线》             | 张文圣         |
| 三立台湾台 | 2016年 | 戏说台湾《反白仁翘脚仔神》             | 赵天师         |
| 三立台湾台 | 2017年 | 戏说台湾《红虾港太子爷》               | 陈明义         |
| 三立台湾台 | 2017年 | 戏说台湾《美人鲈鳗精》                 | 方宝发         |
| 三立台湾台 | 2017年 | 戏说台湾《鬼乩童》                     | 林黑龙         |
| 三立台湾台 | 2018年 | 戏说台湾《财神助散仙》                 | 周大吉         |
| 三立台湾台 | 2019年 | 戏说台湾《七爷八爷收徒弟》             | 陈武雄         |
| 三立台湾台 | 2019年 | 戏说台湾《王勳千歲展神威》             | 趙飛虎         |
| 三立台湾台 | 2019年 | 戲說台灣《媽祖的神奇門板》             | 劉永慶         |
| 三立台湾台 | 2020年 | 戏说台湾《武财神治虎豹母》             | 廖一路         |
| 三立台湾台 | 2021年 | 戏说台湾《花公花婆亂陰陽》             | 王富德         |
| 三立台湾台 | 2021年 | 戏说台湾《白蓮聖母》                   | 曾天才         |
| 三立台湾台 | 2021年 | 戏说台湾《相會枉死城》                 | 張德順         |
| 三立台湾台 | 2022年 | 戏说台湾《瘟神再世》                   | 許旺財         |
| 三立台湾台 | 2022年 | 戏说台湾《扁擔觕剪刀》                 | 尤建良         |
| 三立台湾台 | 2022年 | 戏说台湾《安平媽渡陰債》               | 羅世賢         |
| 三立台湾台 | 2022年 | 戏说台湾《金鰍拚烏鱔》                 | 林來福         |
| 三立台湾台 | 2022年 | 戏说台湾《天聾地啞鬥女訟師》           | 佐佐木         |
| 三立台湾台 | 2023年 | 戏说台湾《獅王會十甲》                 | 江大木         |
| 三立台湾台 | 2023年 | 戏说台湾《女鬼觀音見習生》             | 張天師         |
| 三立台湾台 | 2023年 | 戏说台湾《雙姓公媽鬧姻緣》             | 吳品           |
| 三立台湾台 | 2023年 | 戏说台湾《龍太子報親恩》               | 程老爺         |
| 三立台湾台 | 2023年 | 戏说台湾《池王爺解生死劫》             | 葉添丁         |
| 三立台湾台 | 2023年 | 戏说台湾《桃花井求良緣》               | 徐飛龍         |
| 三立台湾台 | 2024年 | 戏说台湾《蟾蜍仙解宿怨》               | 周添成         |
| 三立台湾台 | 2024年 | 戏说台湾《古公三王》                   | 王永豐         |
| 三立台湾台 | 2024年 | 戏说台湾《神鬼廖添丁》                 | 楊慶堂         |
| 三立台湾台 | 2024年 | 戏说台湾《關聖帝君護龍脈》             | 周全師         |
| 三立台湾台 | 2024年 | 戏说台湾《蜘蛛笑笑十八嬈》             | 郭順天         |
| 三立台湾台 | 2025年 | 戏说台湾《尊王公助良緣》               | 柳縣令         |
| 三立台湾台 | 2025年 | 戏说台湾《柴頭尪仔報冤仇》                           | 李勝利         |
| 三立台湾台 | 2025年 | 戏说台湾《玄鳳點乩緣》                 | 盧有錢         |
| 華視       | 1994年 | 劉伯溫傳奇《孤雛淚》                   | 黑衣人         |
| 華視       | 1994年 | 劉伯溫傳奇《雙生奇緣》                 | 店小二         |
| 華視       | 1995年 | 劉伯溫傳奇《魂斷西樓》                 | 齊仲甫         |
| 華視       | 1995年 | 劉伯溫傳奇《三戒酒店》                 | 周明           |
| 華視       | 1995年 | 劉伯溫傳奇《金石盟》                   | 學徒           |
| 華視       | 1995年 | 劉伯溫傳奇《霧夜淚痕》                 | 服部鷹丸       |
| 華視       | 1995年 | 劉伯溫傳奇《劍雨飄紅》                 | 護衛甲         |
| 華視       | 1995年 | 劉伯溫傳奇《七赤金星》                 | 左護法         |
| 華視       | 1997年 | 施公奇案《真假皇帝》                   |                |
| 華視       | 1997年 | 施公奇案《天若有情》                   | 葛威           |
| 民視       | 2003年 | 藍色水玲瓏《阿粗伯的陰陽路》           | 吳阿樹         |
| 民視       | 2003年 | 新玫瑰瞳鈴眼《十大惡女(三)殺手的女人》 | 陳志凱         |
| 民視       | 2004年 | 藍色水玲瓏《人面瘤》                   | 翁國棟         |
| 民視       | 2007年 | 《濟公》                               | 安國良         |
| 大愛電視台 | 2012年 | 《警察先生》                           | 阿泉           |
| 八大第一台 | 2014年 | 民間劇場《何仙姑辦嫁妝》               | 劉三泰         |